# Museu Histórico da Cidade do Rio de Janeiro
O MHC | Museu Histórico da Cidade, popularmente conhecido como Museu da Cidade, localiza-se na cidade do Rio de Janeiro, no Brasil.
É formado por um conjunto arquitetônico que engloba duas edificações do século XIX, dedicadas às exposições de longa e curta duração; a Capela de São João Batista, do século XX; uma reserva técnica e um prédio administrativo. O espaço está inserido dentro do Parque da Cidade, um parque natural municipal no bairro da Gávea com 470 mil metros quadrados. 

## História

### Antecedentes
Em 22 de abril de 1891 o Intendente Municipal Alfredo Piragibe apresentou um requerimento ao Presidente do Conselho Municipal pedindo que se remetessem as peças do Senado da Câmara e da Câmara Municipal do Rio de Janeiro para constituírem o Museu Municipal.
Posteriormente, com base no Decreto n.º 1641, de 13 de outubro de 1914, que em seu Art. 19 determinava "Conservar em boa guarda, devidamente catalogadas as peças de numismática, livros raros e objetos de grande valia para o estudo da História da Cidade", o Prefeito Antônio Prado Júnior, pelo Decreto n.º 3201, de 16 de janeiro de 1930, determinou que se providenciasse "Sobre a melhor conservação de objetos que interessam à História da Cidade do Rio de Janeiro" e deliberou que todos os objetos existentes em outras Diretorias seriam recolhidos pela Diretoria de Estatística e Arquivo, com funcionários designados para conservarem e catalogarem o acervo histórico da cidade.

### Criação do museu
Coube ao Prefeito Pedro Ernesto, pelo Art. 29 do Decreto n.º 4989, de 11 de julho de 1934, a criação do museu:
"A essa Diretoria [de Estatística e Arquivo] competem todos os serviços atribuídos às ditas Diretorias, por leis, decretos e regulamentos, e mais a manutenção do Museu Histórico da Cidade, criado pelo presente Decreto."
Complementarmente, em 1935 o Vereador Frederico Trotta, pelo Projeto n.º 88, propôs autorizar "a instalação e organização do Museu Histórico da Cidade", projeto que foi vetado pelo Prefeito Olympio de Mello.
A 10 de outubro de 1940, foi novamente organizado o Museu Histórico da Cidade, instalado no 2.° andar do Palácio da Prefeitura do Distrito Federal, ali tendo permanecido até 3 de maio de 1941.

### Transferência para o Solar de Santa Marinha
Durante a gestão do Prefeito Henrique Dodsworth, o museu foi transferido provisoriamente para o Solar de Santa Marinha, no Parque da Cidade, onde ocupou algumas salas do prédio principal.
Em 28 de setembro de 1942 o acervo sofreu uma nova mudança, agora para o prédio da Praça Cardeal Arco Verde, no bairro de Copacabana, onde funcionava anteriormente um centro recreativo da Prefeitura. A exposição, aberta à visitação pública, ali se conservou, com algumas interrupções, até fevereiro de 1948.
Na gestão do Prefeito Ângelo Mendes de Moraes, a instituição retornou ao Parque da Cidade, permanecendo aberta à visitação pública até 1968, quando, por iniciativa do Governador Embaixador Francisco Negrão de Lima, foi fechada para obras de conservação e restauração do prédio.

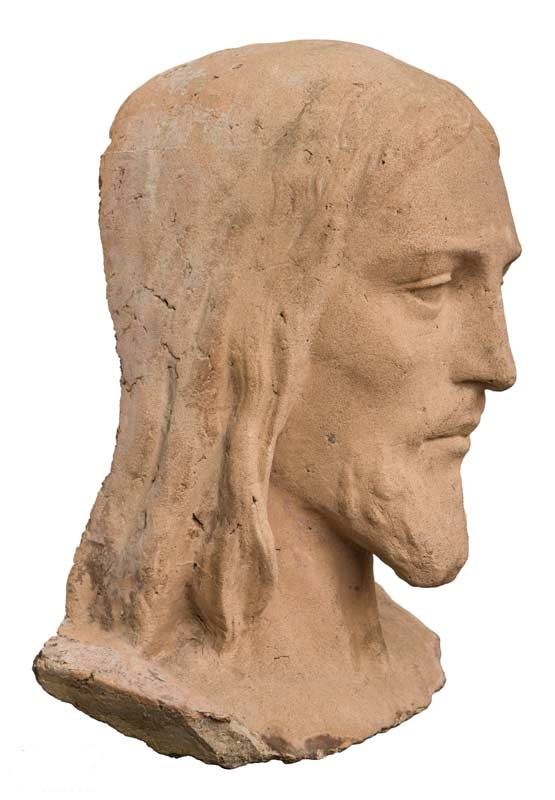
Estudo em terracota da cabeça do Cristo Redentor de autoria de Paul Landowski. Século XX.

Em 1969, o Museu Histórico da Cidade reabriu o primeiro pavimento à visitação enquanto ainda se processava a restauração do segundo pavimento. No ano seguinte (1970), foi integralmente reaberto pelo Governo do Estado, passando a expor coleções relativas à história da cidade do Rio de Janeiro.

## Acervo

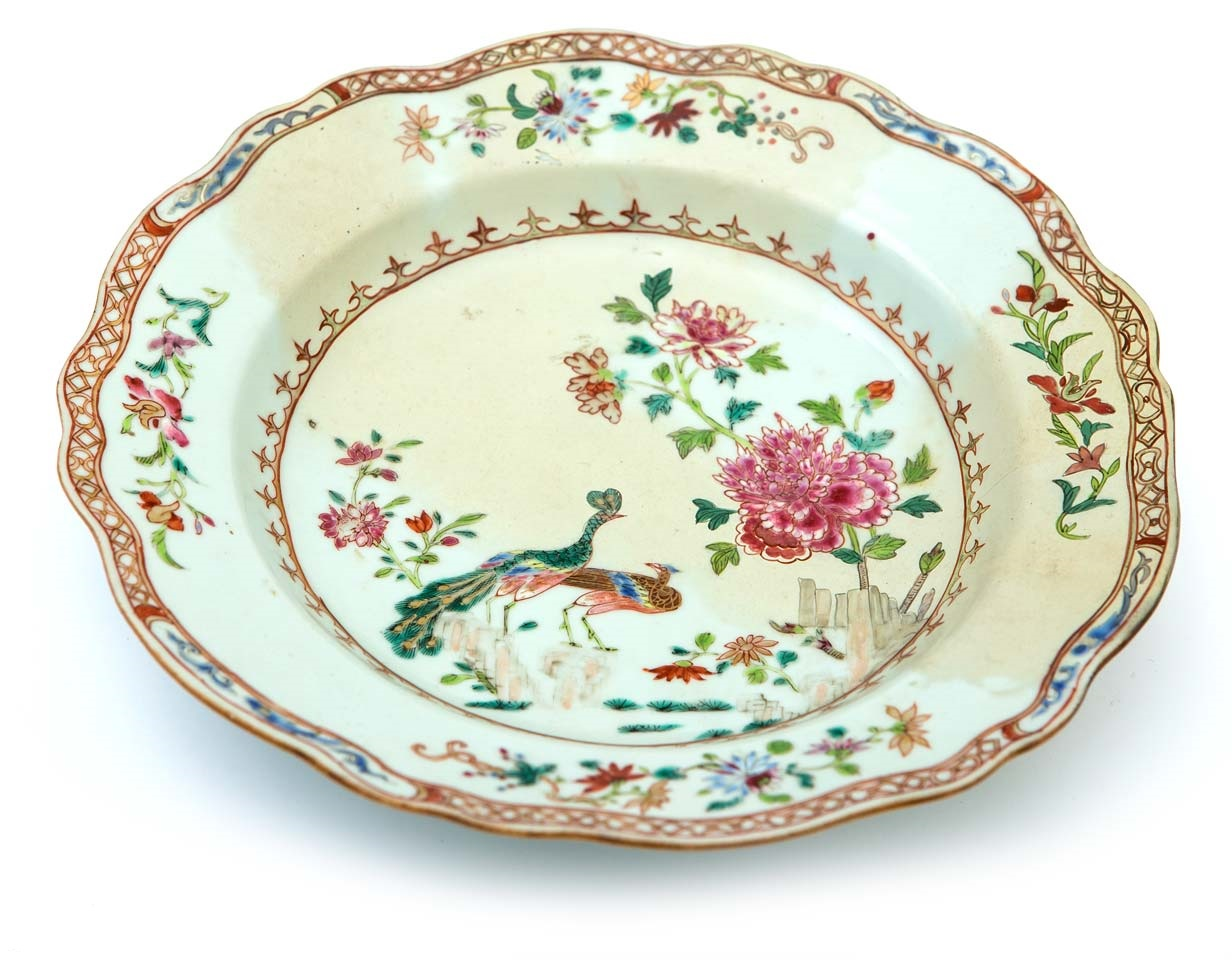
Prato de porcelana da Cia. Das Índias. Século XVIII.

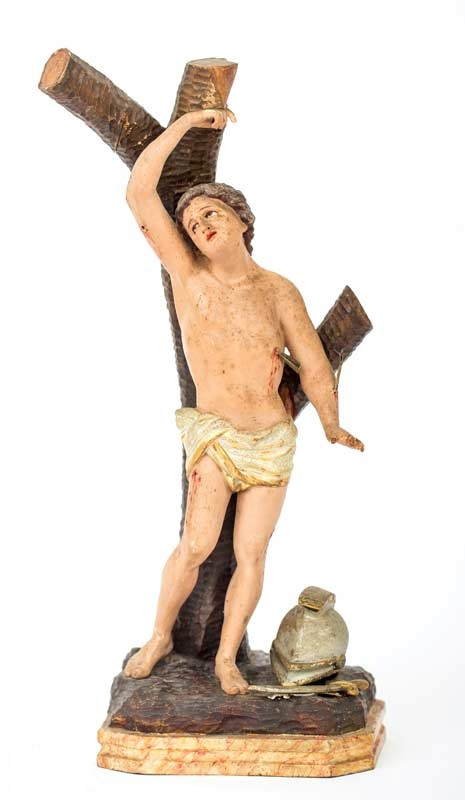
Imagem de São Sebastião. Século XIX.

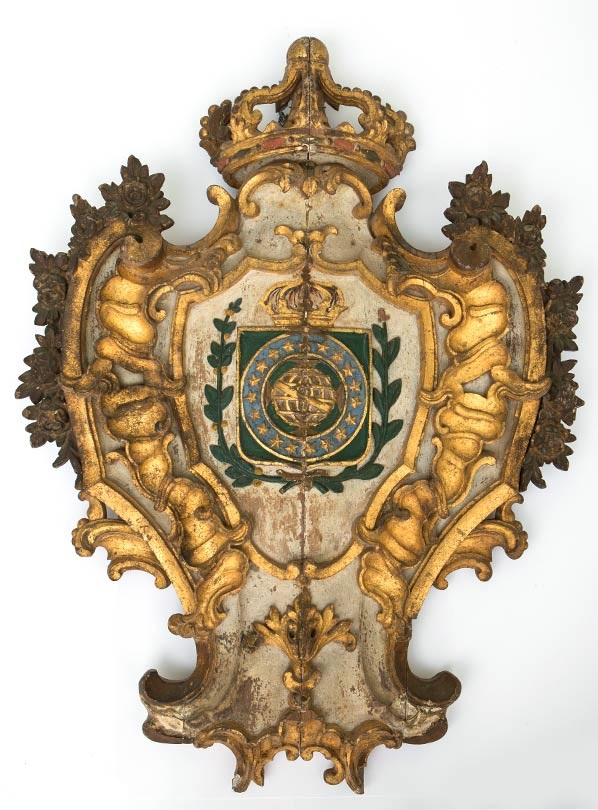
Brasão do Império em madeira dourada. Século XIX.

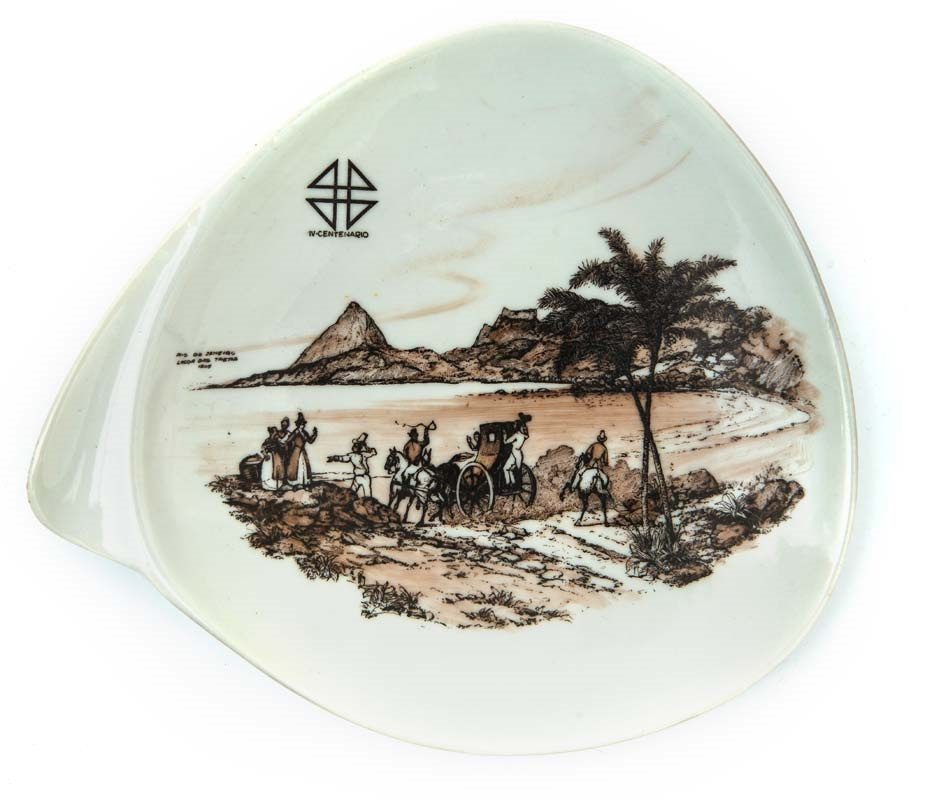
Prato do IV Centenário do Rio de Janeiro. Século XX.

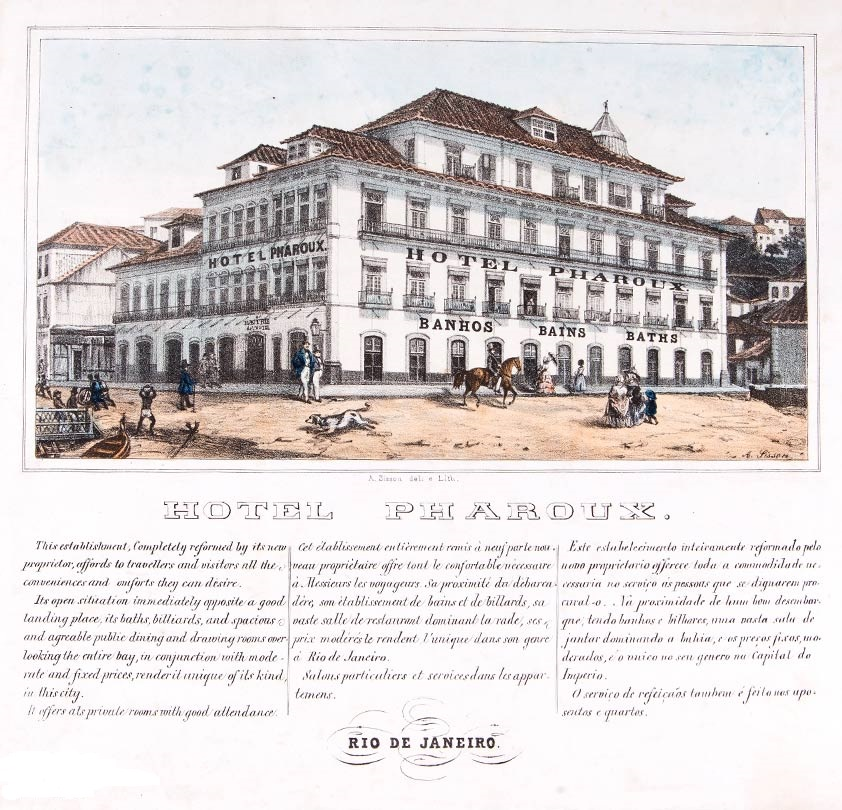
Litografia Hotel Pharoux. Autoria: Sébastien Auguste Sisson. Século XIX. O hotel é considerado o primeiro grande hotel do Brasil.

Desde sua criação, o Museu Histórico da Cidade já estava voltado para a guarda e catalogação de peças de grande importância para história do Rio de Janeiro. Por ter sido criado em uma cidade que durante muitos anos foi capital do país, o seu acervo é bastante eclético. Esse ecletismo tem sua justificativa na necessidade de apresentar uma síntese da cultura brasileira, mantendo, porém, seu foco voltado para a cidade do Rio de Janeiro.
O acervo do museu é constituído por cerca de 24.000 peças, entre as quais se destacam obras de artistas como Eliseu Visconti, Thomas Ender, Antônio Parreiras, Armando Vianna, Augusto Malta e Marc Ferrez, além dos acervos dos prefeitos Pereira Passos, Pedro Ernesto, Carlos César de Oliveira Sampaio e Cesar Maia.
O museu possui também um importante acervo bibliográfico composto por livros, revistas, catálogos, anais e outras obras raras de referência sobre a história e a literatura do Rio de Janeiro, bem como trabalhos de museologia sobre as coleções do museu. A formação deste vasto acervo, teve início a partir do recolhimento em instituições públicas, leilões, aquisições e doações. 

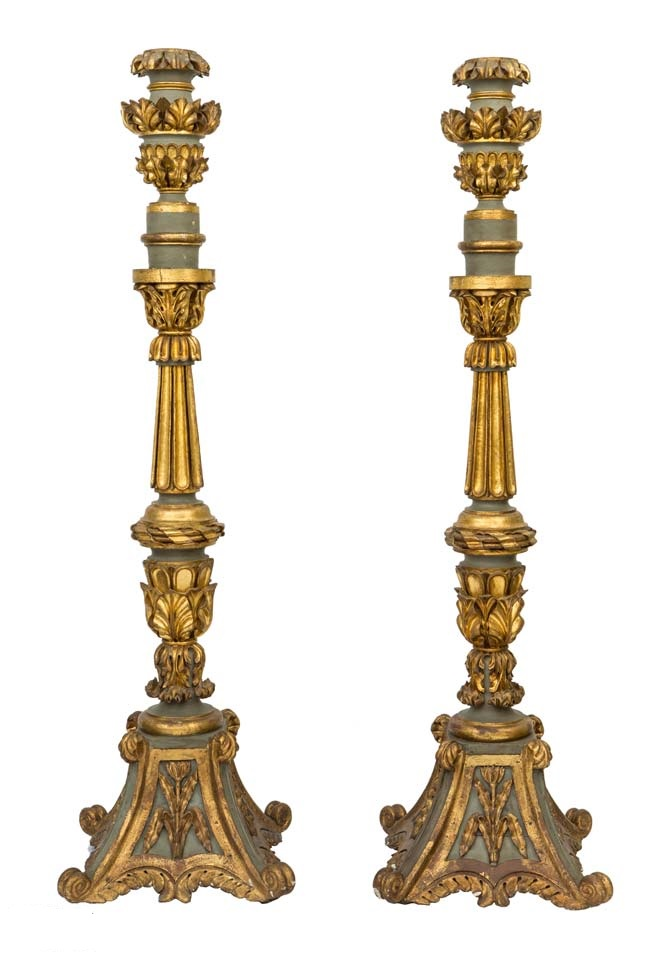
Tocheiros barrocos de madeira. Século XVIII.

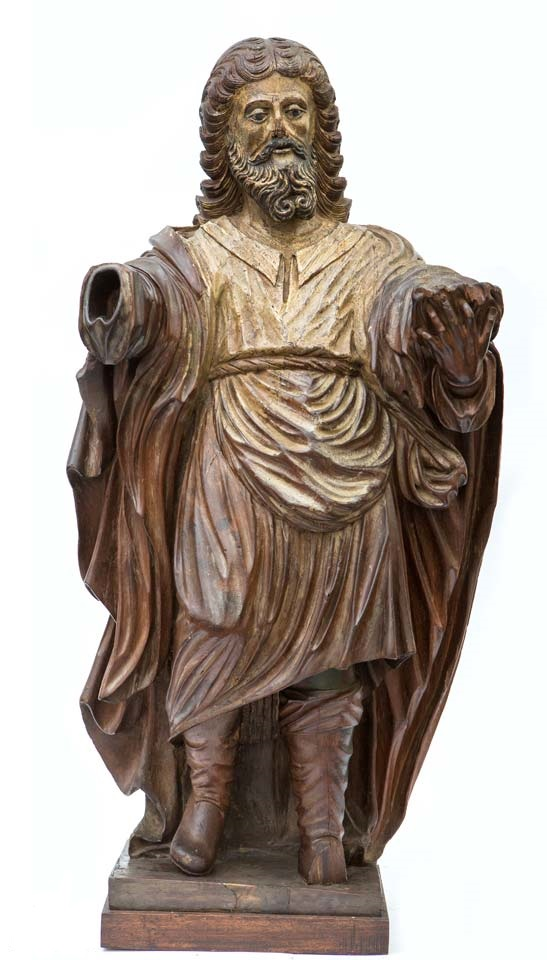
Imagem de São José de Botas. Século XVIII.

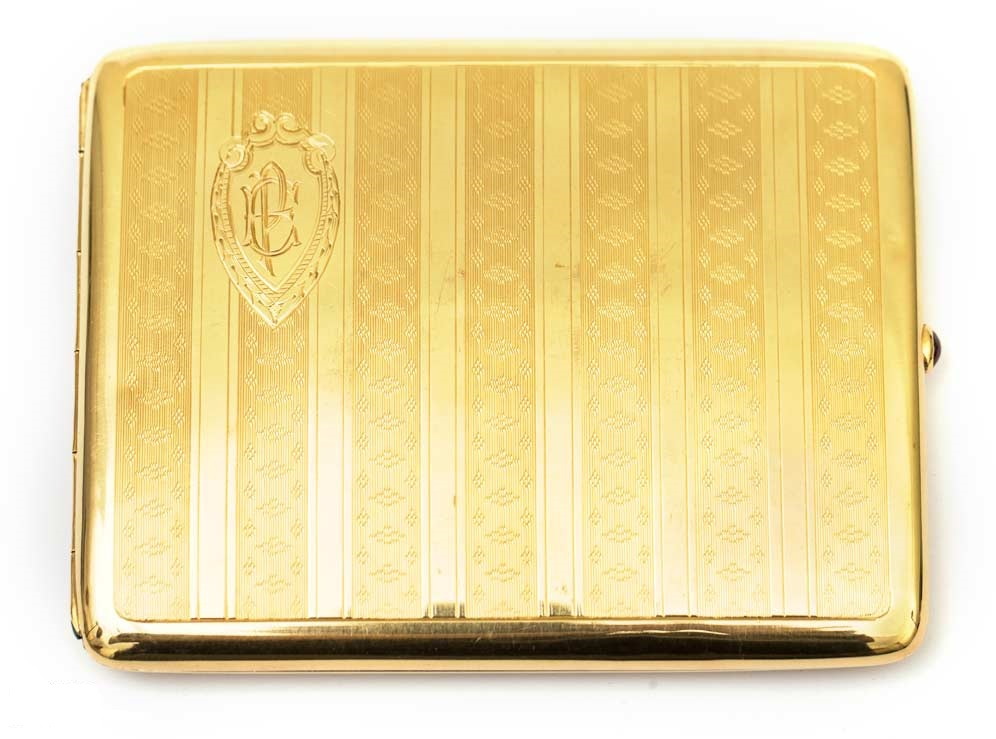
Cigarreira com o monograma "PE" ao centro do brasão do prefeito Pedro Ernesto. Sem data.

O Museu Histórico da Cidade é a instituição responsável pelo maior conjunto de bens museológicos, sob a guarda da Prefeitura da Cidade do Rio de Janeiro. Em 1994, a Prefeitura assinou um convênio com o Governo do Estado a fim de administrar a instituição. 

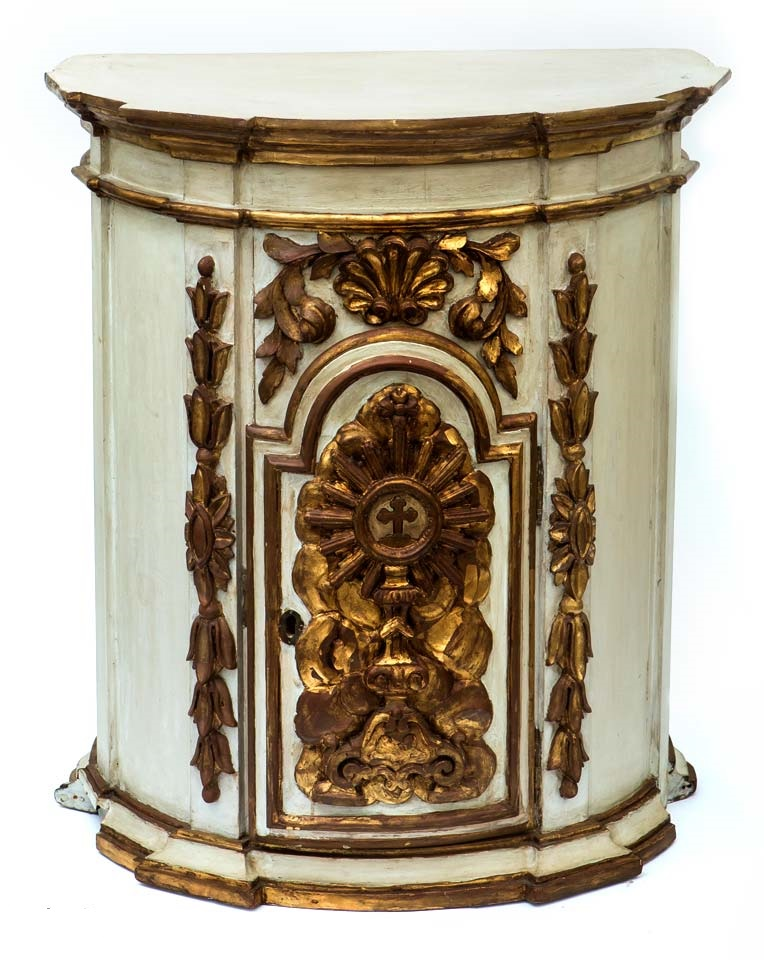
Sacrário de madeira policromada. Sem data.

## Reserva técnica
A reserva técnica é um espaço considerado o coração do museu, pois abriga boa parte do patrimônio não exibido na exposição. A grande missão do museu além de expor e pesquisar é salvaguardar o seu acervo por meio da conservação. Em maio de 2019 o museu inaugurou sua nova reserva técnica, um espaço destinado exclusivamente para os técnicos trabalharem nos procedimentos de higienização, acondicionamento e também a catalogação dos objetos. 

## Exposições
O Casarão de Exposições Temporárias é um prédio construído no final do século XIX que tem um papel importante na programação do museu, pois abriga exposições temporárias de diversas temáticas.
A exposição “Divina Geometria – Cristo Redentor por Oskar Metsavaht”, em 2016, marcou a reabertura do espaço. 
Em 2017 o museu inaugurou a exposição “O Rio de Janeiro de Estácio de Sá”, com objetos da época e outros relacionados com a fundação da Cidade por Estácio de Sá em 1565 e também a exposição “Imagens do Rio Oitocentista”, que apresentou através de litogravuras o Rio de Janeiro do século XIX.
Em 2019 a exposição “Corpo de Fuzileiros Navais, Inclusão e Arte”, apresentou os militares durante uma missão de paz realizada no Haiti, através de obras de pintores da Associação de Pintores com a Boca e os Pés (APBP). A exposição foi organizada pelo Comando-Geral do Corpo de Fuzileiros Navais com o apoio da Secretaria de Cultura.
A exposição: "Os Múltiplos Olhares de Augusto Malta", esteve em cartaz durante dois anos e ocupava o 1.º e 2.º andares do Casarão de Exposições Temporárias. A mostra abordava a cidade sob a ótica do fotógrafo Augusto Malta.
Em seguida, a exposição de curta duração intitulada "O Museu Histórico da Cidade do Rio de Janeiro conta a sua história", explorou o histórico da instituição e mostrou curiosidades e aspectos importantes para a formação do museu.
O Palacete, onde encontra-se a exposição de longa duração, encontra-se aberto à visitação e apresenta a história e cultura da cidade. 
Histórico das exposições temporárias do Casarão:
Divina Geometria – Cristo Redentor | Oskar Metsavaht | de 17 de julho a 02 de outubro de 2016
O Rio de Janeiro de Estácio de Sá | Equipe do MHC | de 04 de março a 04 de junho de 2017
A Comunicação e a Sociedade | Equipe do MHC | de 15 de maio a 08 de junho de 2018
Imagens do Rio Oitocentista | Equipe do MHC | de 06 de junho a 29 de setembro de 2018
Os Múltiplos Olhares de Augusto Malta | Equipe do MHC | de 19 de setembro a 20 de fevereiro de 2018
Corpo de Fuzileiros Navais, Inclusão e Arte | Comando-Geral do Corpo de Fuzileiros Navais | de 21 de março a 23 de junho de 2019
O Museu Histórico da Cidade do Rio de Janeiro conta a sua história | Equipe do MHC | de 24 de setembro de 2019 a 27 de setembro de 2020
Vagalumes 21 | Antônio Bokel, Bruno Vilela, Danielle Carcav, Ilan Kelson, Manon, Marcos Correa, Marcos Prado, Pedro Varela, Rodolpho Parigi, Rogério Reis, Smael Vagner, Talita Hoffmann | Curadoria: Sergio Mauricio Manon e Ana Amado | Produção: Pedro Borges |  de 18 de junho de 2022 a 28 de agosto de 2022
Júlia Lopes de Almeida – 160 anos: retorno de um fenômeno literário | Idealização: Elizabeth Araujo | de 17 de setembro de 2022 a 05 de fevereiro de 2023
Tesouros Naturais de Visegrád: Hungria, Eslováquia, Tchéquia e Polônia | Consulado Geral da Hungria | de 3 de março a 02 de abril de 2023
Águas do Brasil | Diretoria do Patrimônio Histórico e Documentação da Marinha | de 13 de abril a 14 de maio de 2023
Poética do Desconhecido | Heli Freireg | Curadoria: Aline Reis | de 03 de junho de 2023 a 13 de agosto de 2023
I-Yú Ñanderu yara | Eduardo Santos | de 17 de junho de 2023 a 05 de novembro de 2023
Conexões | Curadoria: Vanessa Poitena | Produção: Médicos Sem Fronteiras | de 25 de julho a 24 de setembro de 2023
MHC: História e acervo | Equipe de Museologia do MHC | de 07 de abril a 31 de maio de 2023
Te amarei para sempre | Marcus Penido | Curadoria: Patricia Neves | de 02 de setembro a 12 de novembro 2023
Omolu - A Cura | Curadoria: Robson de Paula - Tata Agionà Ria Nkasute | Produção: Sanuto Produções | de 15 de outubro a 16 de novembro de 2023
Mancha de Dendê não sai – Moraes Moreira | Curadoria: Renata Mota | Produção: Maré produções | de 12 de dezembro de 2023 a 12 de março de 2024
Pavilhão Maxwell Alexandre 3 | Clube | Maxwell Alexandre | Produção: estúdio Megazord | de 30 de março de 2024 a 30 de junho de 2024
Rio 64: a capital do golpe | Curadoria: Heloisa Starling | Produção: Rio Memórias | de 13 de julho a 13 de outubro de 2024
Giras na terra, giras no mar | Luanda | Curadoria: Fernanda Pequeno | Produção: Ateliê Terreiro | de 19 de outubro a 05 de janeiro de 2025
O mistério das coisas por baixo das pedras e dos seres | Aiyon Chung, Alexandre Pinheiro, Aline Mac Cord, Ana Holck, Ana Miguel, Athos Bulcão, Bernardo Liu, Carlos Zilio, Carolina Kasting, Cela Luz, Diogo Bessa, Duda Moraes, FOGO, Galvão, Jade Marra, Jeane Terra, Jorge Cupim, Lourdes Barreto, Luis Moquenco, Luiz Eduardo Rayol, Luiza Donner, Marcelo Jou, Maria Gabriela Rodrigues, Matheus Mestiço, Matheus Ribs, Mirela Cabral, Nuno Ramos, Paulo Agi, Pedro Varela, Rena Machado, Ruan D’Ornellas, Thales Pomb, Vera Schueler, Vinícius Carvas, Willy Chung e Zilah Garcia | Curadoria: Fabricio Faccio | de 19 de outubro a 05 de janeiro de 2025
Rio de Corpo e Alma | Agripina Manhattan, Andre Arruda, Andréa Hygino, Julie Brasil, Marcela Araújo, Márcia Falcão, Patrizia D’Angelo, Pedro Varela, Rafa Bqueer e Zé Carlos Garcia | Curadoria: Isabel Portella | de 19 de janeiro a 09 de março de 2025
Travessuras Pictóricas | Rhyshy Soriani | Curadoria: Priscila Medeiros | de 22 de março até 11 de maio
Natureza Cíclica | Dafne Nass | Curadoria: Mariana Maia | de 22 de março até 18 de maio

Nos teus ramos serenos há florações eternas | Rose Cocchiarelli | Curadoria: Fabricio Faccio | de 22 de março até 25 de maio

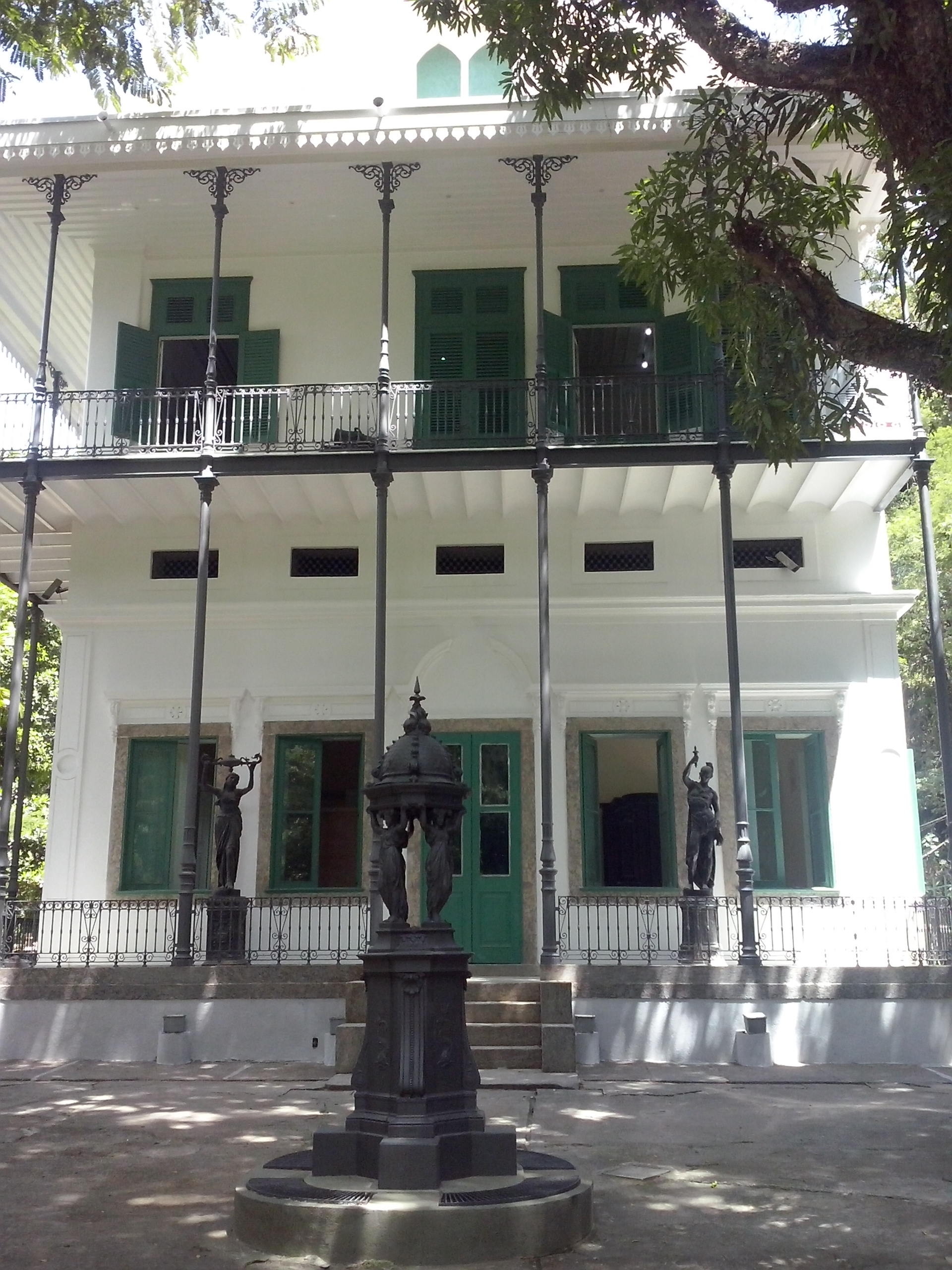
Solar de Santa Marinha, conhecido como Palacete, prédio principal do Museu Histórico da Cidade.
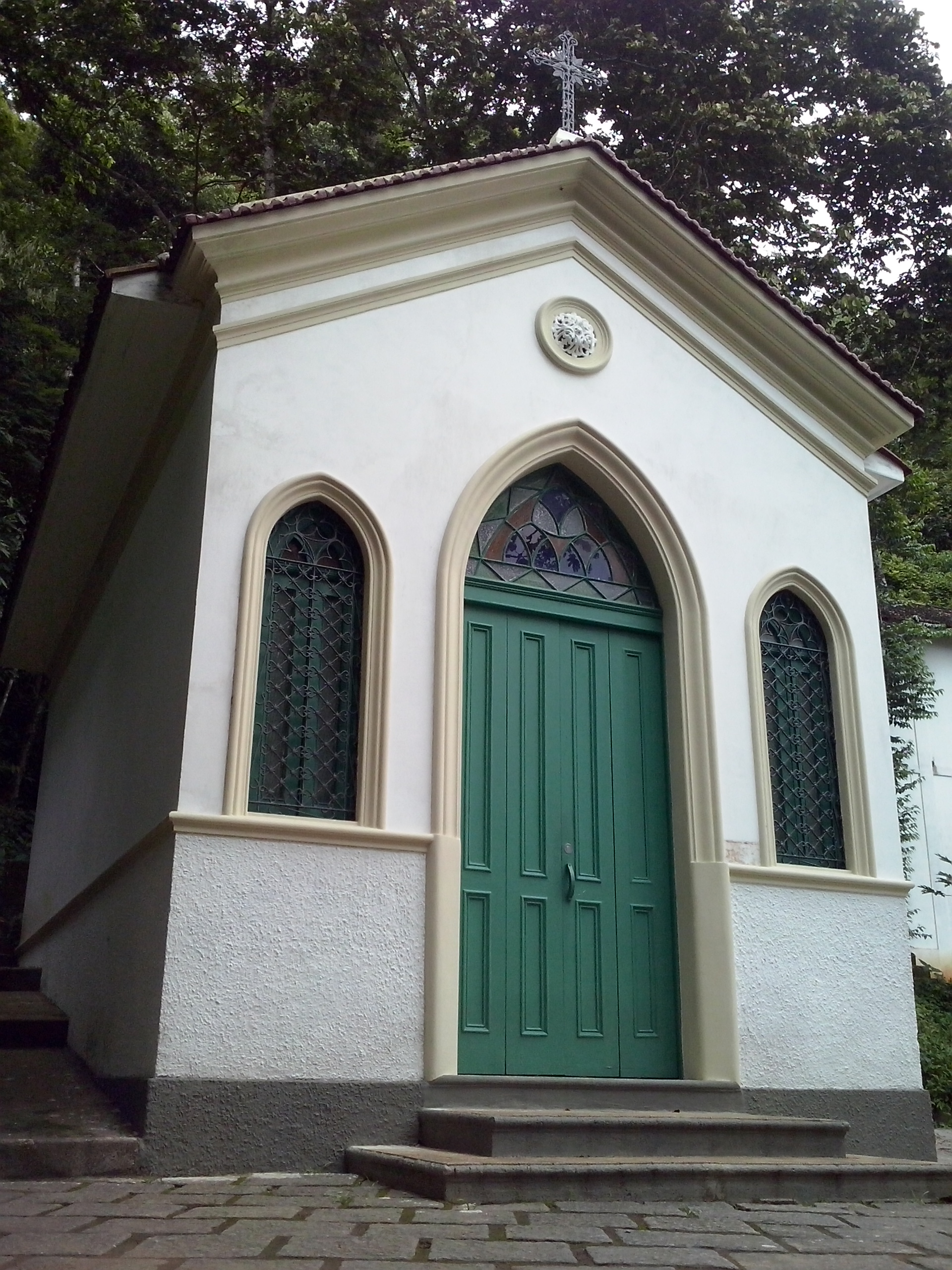
A Capela de São João Batista faz parte do conjunto arquitetônico do Museu Histórico da Cidade.
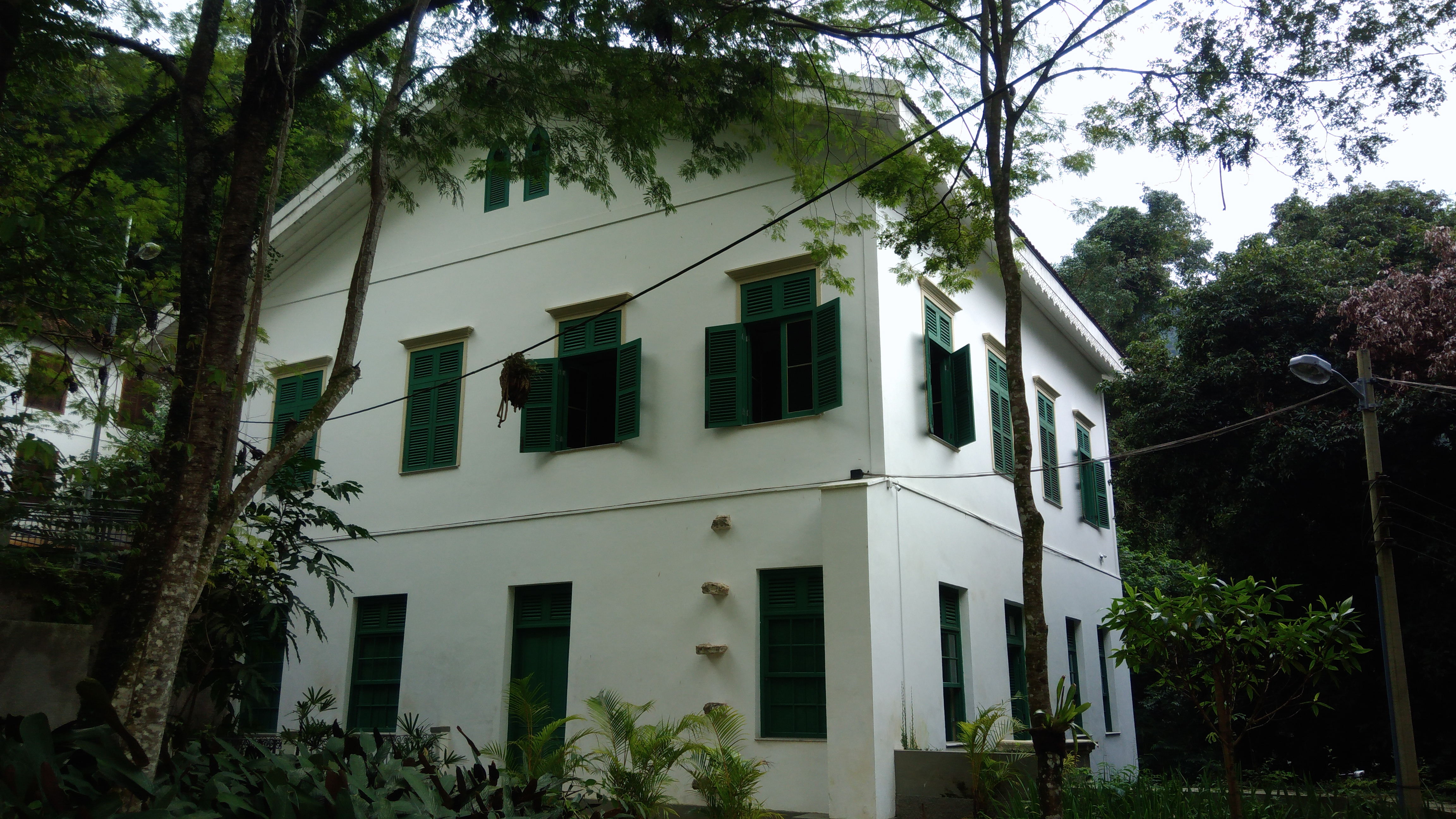
Casarão destinado a exposições de curta duração. Edificação do final do século XIX.

## Diretores do MHC|Museu Histórico da Cidade
- Ariosto Berna (1934 - 1940)
- Adhemar Barbosa Ferreira de Assumpção (1940)
- Paulo Coelho Netto (1943 - 1948)
- Yolanda Americano Cavalcanti (1948 - 1951)
- Paschoalina de Almeida Stilben (1951)
- Nair da Costa Pereira (1953 - 1954)
- Francisco de Paula Achilles (1954)
- Paschoalina de Almeida Stilben (1954 - 1965)
- Regina Freire Carvalhais (1965)
- Luis Carlos Palmeira (1966 - 1967)
- Neusa Fernandes (1968 - 1974)
- Antonio Fernando de Bulhões Carvalho (1975 - 1982)
- Joel Rufino dos Santos (1983 - 1987)
- Beatriz Vicq Carvalho (1988)
- Everardo Cordeiro de Miranda (1995 - 1997)
- Mônica da Costa (1997 - 2005)
- Heloísa Helena Queiroz (2006 - 2008)
- Marcia Luiz do Nascimento (2008 - 2009)
- Everardo Cordeiro de Miranda (2009 - 2011)
- Luciana Mota Gaspar de Oliveira (2011 - 2019)
- Alexandre Valadão Rios (2019 - 2022)
- Gisele Nery (2023 - 2025)
- Eunice Simeão (2025 - atual)